# Réservoir La Grande 3
Das Réservoir La Grande 3 ist ein Stausee in der kanadischen Provinz Québec. 

## Lage
Der Stausee liegt in der Region Jamésie und ist Bestandteil des Baie-James-Wasserkraftprojekts.
Die zwei Hauptdämme der Barrage La Grande-3 sind 93 m hoch und zusammen 4,3 km lang. Zusammen mit 67 zusätzlichen Deichen [evtl. sind hier Staudämme gemeint, Deiche stauen keinen Fluss] stauen sie den Fluss La Grande Rivière zu einem der größten Stauseen der Erde auf. Die Wasserfläche beträgt 2420 km², der Speicherinhalt mehr als 60 Milliarden m³ (= 60 km³). Am Wasserlauf des La Grande Rivière liegt La Grande 3 zwischen dem Réservoir Robert-Bourassa und dem Réservoir La Grande 4.
Im zugehörigen Speicherkraftwerk La Grande-3 (auch LG-3 genannt) werden mit zwölf Turbinen-Generator-Einheiten bei einer Fallhöhe von 79 Metern 2417 MW erzeugt.